# 磷酸锌
磷酸锌是一种无机化合物，化学式为Zn3(PO4)2。

## 性质
磷酸锌是一种无色斜方结晶或白色微晶粉末，有腐蚀性和潮解性。几乎不溶于水和乙醇，其在水中的溶解度随温度增高而减小。溶于无机酸、氨水、铵盐溶液。加热至100°C时失去两个结晶水成为无水物。

## 制备
- 氧化锌法 由15％磷酸溶液在搅拌下与浓度约20％的氧化锌浆液在30℃以下进行反应，加入二水磷酸锌晶种，在pH＝3下加热至80℃，经过滤、热水洗涤、粉碎、120°C干燥，制得二水磷酸锌成品。[1]

{\displaystyle {\rm {\ 2H_{3}PO_{4}+3ZnO\rightarrow Zn_{3}(PO_{4})_{2}\cdot 2H_{2}O+H_{2}O}}}
- 复分解法 将硫酸锌在搅拌条件下缓慢加入磷酸三钠溶液，在70～80°C下进行复分解反应，经过滤、水漂洗除硫酸根离子，再经粉碎、120°C干燥，制得二水磷酸锌成品。[1]

{\displaystyle {\rm {\ 3ZnSO_{4}+2Na_{3}PO_{4}\rightarrow Zn_{3}(PO_{4})_{2}+3Na_{2}SO_{4}}}}

## 用途
磷酸锌用作醇醛、酚醛、环氧树脂等各类涂料的基料，氯化橡胶、合成高分子材料的阻燃剂，也用于生产水溶性涂料和无毒防锈颜料。